# ジョージ・ギャレット (発明家)
ジョージ・ウィリアム・リトラー・ギャレット（George William Littler Garrett、1852年7月4日 – 1902年2月26日）は、イギリスのキリスト教聖職者で発明家。潜水艦設計のパイオニアである。 

## 成年まで
ギャレットは、アイルランド生まれのイングランド国教会牧師補の息子として、マンチェスターのモス・サイド（Moss Side）に生まれた。ロサール校（Rossall School）で初等教育を受けた後、マンチェスター・グラマー・スクール（Manchester Grammar School）に進学、その後マンチェスターのオーウェン・カレッジ（Owens College）で化学と一般科学を学び、さらにダブリン大学のトリニティ・カレッジで学んだ。その後、マンチェスター・メカニクス・インスティテュート（Manchester Mechanics' Institute）のアシスタント・マスターとなり、直後に学士号を取得した。
1873年、ギャレットはケンブリッジ神学試験に合格し、父の教区の牧師補となった。

## 発明

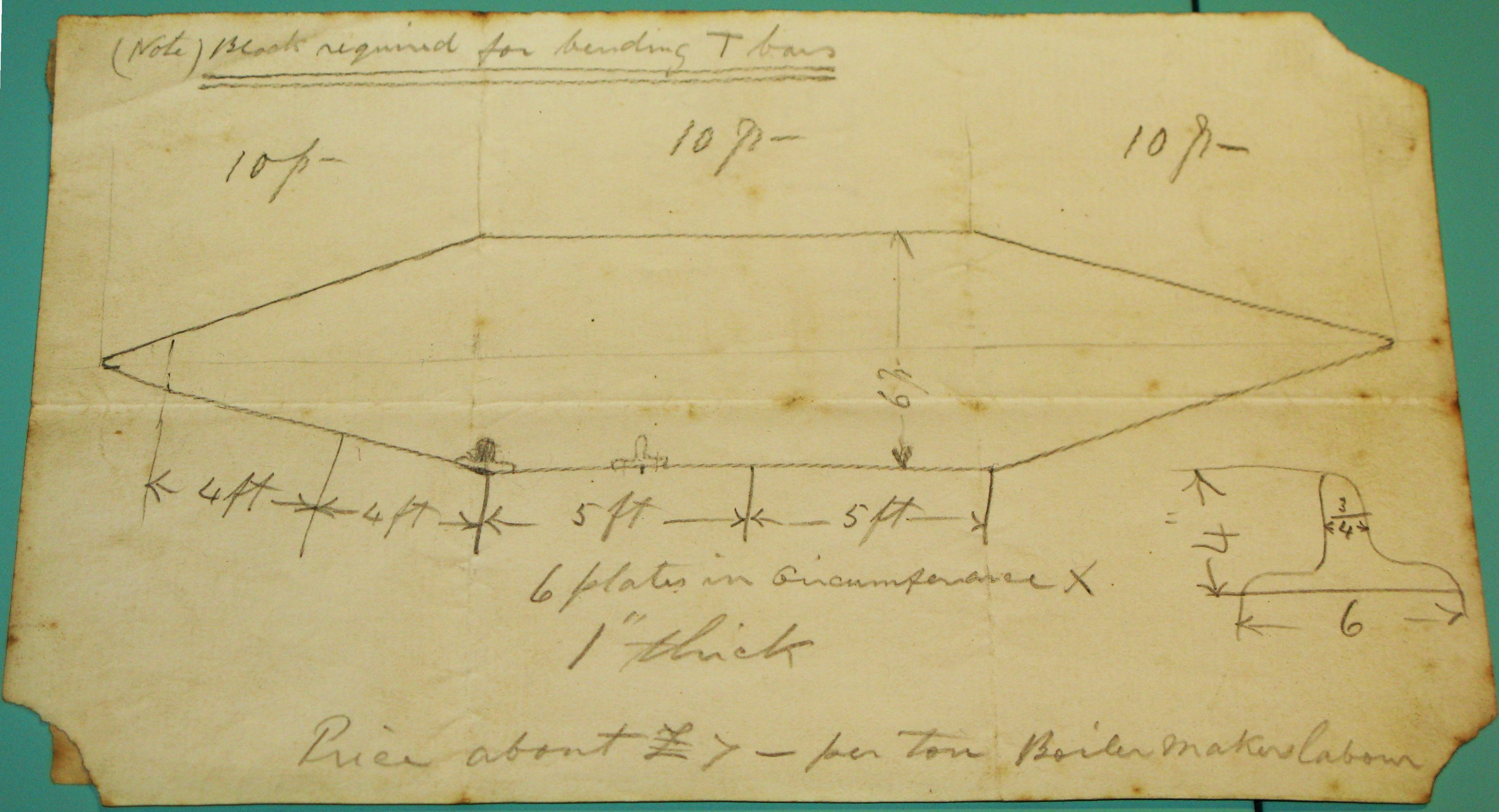
ギャレットが設計した潜水艦、リサーガム IIのスケッチ。

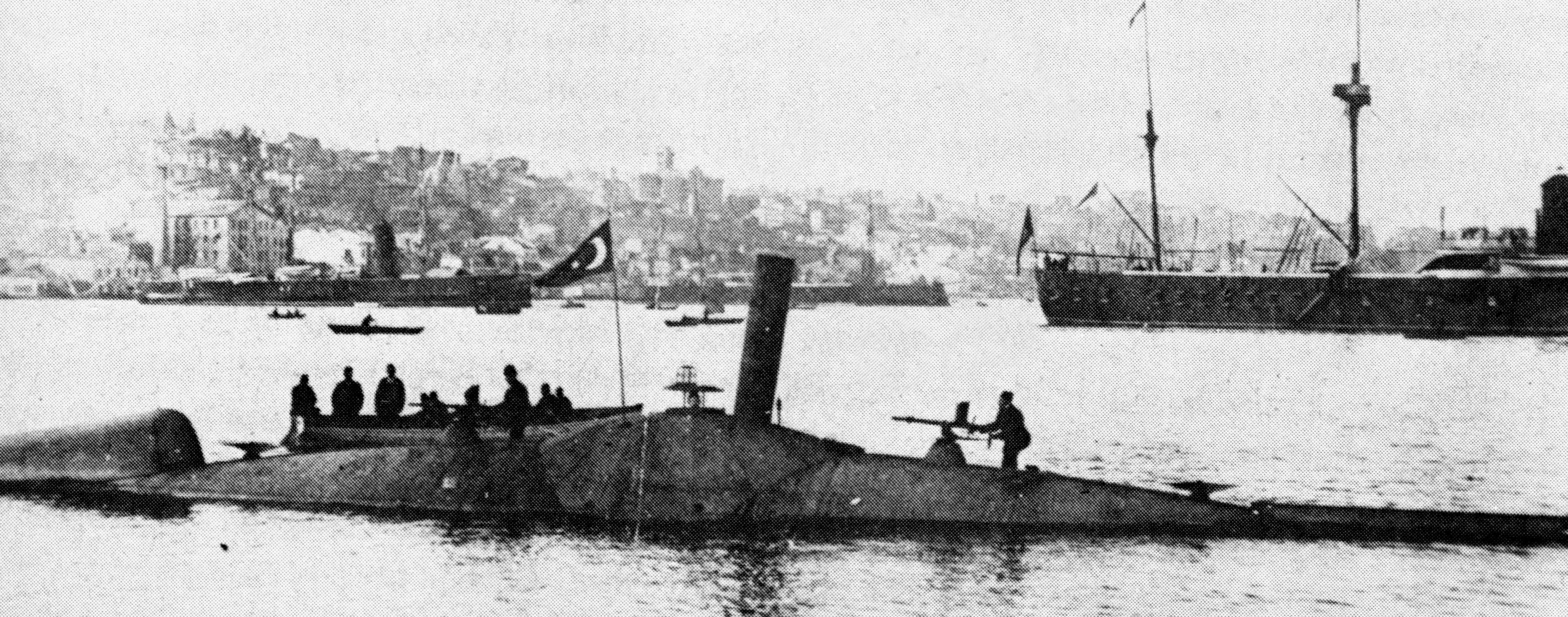
ギャレットが設計したオスマン帝国海軍のノルデンフェルト式潜水艦アブデュルハミトは、水中から魚雷を発射した最初の潜水艦である。

1877年、ギャレットは潜水服を発明し、セーヌ川でフランス政府に対するデモンストレーションを行った。
当時の関心の一つに潜水艦の軍事利用があったため、ギャレットはGarrett Submarine Navigation and Pneumataphore株式会社を設立し、マンチェスターの事業家から1万ポンドを集めた（Pneumataphoreは空気から二酸化炭素を除去する装置であった）。
1878年、全長14フィート（4.3 m）、重さ4.5トンの人力スクリュー推進潜水艦リサーガム Iを作製。続けて翌1879年には、より有名なリサーガム IIを作製した。リサーガム IIは全長45フィート（14 m）、排水量は水上で約30トン、水中で38トンであり、蒸気エンジンを使用した。潜行する前に、ボイラーを停止させる必要があった。
これは実用的とは言えなかった - ボイラーによる加熱のため、潜水艦内部は非常に高温となり、また他の黎明期の潜水艦設計者達と同様に長軸方向の安定性の問題を解決できなかった。
リサーガム IIは1880年に曳航中に沈没してしまったが、スウェーデンの実業家であるトールステン・ノルデンフェルトの関心を引き、十分な出資を得ることができた。
ギャレットとノルデンフェルトはギリシャ海軍向けに1隻（ノルデンフェルト I）、オスマン帝国海軍向けに2隻（ノルデンフェルト II = アブデュルハミト、ノルデンフェルト III = アブデュルメジト）の潜水艦を建造した。ギャレットはオスマン帝国海軍の名誉少佐の地位を与えられ、トルコで潜水艦の試験を行った。全艦ともに、安定性の問題に苦しんだ。ロシア帝国海軍向けにも潜水艦を1隻建造したが（ノルデンフェルト IV ）、回航中にユトランド半島沖で座礁してしまい、ロシアは代金の支払を拒絶した。

## その後
その後、ギャレットとノルデンフェルトは関係を解消した。ギャレットはアメリカに移住したが、フロリダ州での農場の失敗のため、貯金を全て失った。このためアメリカ陸軍工兵隊に入隊し、伍長に昇進した。アメリカ国籍を取得し、1902年にニューヨークで死亡した。

## 参考資料
- Andrew Lambert, "Garrett, George William Littler (1852–1902)", Oxford Dictionary of National Biography, Oxford University Press, 2004 accessed 2 Dec 2006
- Hutchinson, Robert (2002). Submarines: War Beneath the Waves from 1776 to the Present Day. Collins. pp. 240. ISBN 978-0-00-710558-8
- Paul Bowers - The Garrett enigma and the early submarine pioneers (Shrewsbury: Airlife, 1999) ISBN 1-84037-066-1
- William Scanlan Murphy - The father of the submarine: the life of the Reverend George Garrett Pasha (William Kimber & Co, 1987) ISBN 0-7183-0654-6
- Serhat Guvenc, Turkish Submarine Pioneers, Warships Aug/Sept 2011, page 49-50